# بابلو ماركوس
بابلو ماركوس (بالإسبانية: Pablo Marcos)‏ هو رسام كارتون وفنان بيروي، ولد في 31 مارس 1937.

## وصلات خارجية
- الموقع الرسمي
- بابلو ماركوس على موقع IMDb (الإنجليزية)